# Unxia laeta
Unxia laeta är en skalbaggsart som först beskrevs av Guérin-Méneville 1844.  Unxia laeta ingår i släktet Unxia och familjen långhorningar. Inga underarter finns listade i Catalogue of Life.